# Widmannsried
Widmannsried (mundartlich: bei dǝ Sandtobelburǝ) ist ein Gemeindeteil der Marktgemeinde Weitnau im bayerisch-schwäbischen Landkreis Oberallgäu.

## Geographie
Der Weiler liegt circa 5,5 Kilometer nordöstlich des Hauptorts Weitnau. Südlich der Ortschaft fließt die Wengener Argen.

## Ortsname
Der der Ortsname stammt vom Flurnamen Widmannsried und bedeutet Rodungssiedlung des Wideman. Die mundartliche Bezeichnung bedeutet bei den Bauern im Sandtobel.

## Geschichte
Südlich der heutigen Ortschaft verlief die Römerstraße Kempten–Bregenz. Widmannsried wurde erstmals urkundlich als Flurname im Jahr 1618 mit einer Wiese im Widemansriedt erwähnt. Die Siedlung wurde 1835 erstmals erwähnt. 1875 wurden vier Wohnhäuser im Ort gezählt. Der Ort gehörte bis 1972 der Gemeinde Wengen an, die durch die bayerische Gebietsreform in der Gemeinde Weitnau aufging.